# Caragana pleiophylla
Caragana pleiophylla är en ärtväxtart som först beskrevs av Eduard August von Regel, och fick sitt nu gällande namn av Antonina Ivanovna Pojarkova. Caragana pleiophylla ingår i släktet karaganer, och familjen ärtväxter. Inga underarter finns listade i Catalogue of Life.